# Top kill
Top kill is een methode om een olie- of gaslek te dichten. Hierbij wordt er zware boorvloeistof onder hoge druk in het gat gepompt om het te dichten. De bedoeling is dat de vloeistof uithardt in de pijpleiding, waardoor het lek wordt gedicht.
De methode werd met succes toegepast om door Irakezen in brand gestoken oliebronnen in Koeweit te dichten na de Golfoorlog (1990-1991). In mei 2010 werd ook geprobeerd om met deze methode de lek van het boorplatform Deepwater Horizon in de Golf van Mexico te dichten. Deze poging slaagde echter niet.